# Chalid bin Muhammad bin Salman Al Chalifa
Scheich Chalid bin Muhammad bin Salman Al Chalifa (arabisch خالد بن محمد بن سلمان آل خليفة, DMG Ḫālid b. Muḥammad b. Salmān Āl Ḫalīfa), kurz: Chalid bin Muhammad Al Chalifa, auch Khalid Bin-Muhammad Bin-Salman Al Khalifah, Khalid bin Mohammed Al Khalifa bin Salman usw. ist ein Neffe von Isa bin Salman Al Chalifa, des ehemaligen Emirs von Bahrain.
Er wurde im Februar 1998 Direktor des Security and Intelligence Service (SIS) in Bahrain. Sein Vorgänger war der Brite Ian Henderson.